# Айси-Бей (аэропорт)
Аэропорт Айси-Бей (англ. Icy Bay Airport), (ИАТА: ICY, FAA LID: 19AK) — частный гражданский аэропорт, обслуживающий авиаперевозки района Айси-Бей (Аляска), США.
Деятельность аэропорта субсидируется за счёт средств Федеральной программы США Essential Air Service (EAS) по обеспечению воздушного сообщения между небольшими населёнными пунктами страны.

## Операционная деятельность
Аэропорт Айси-Бей расположен на высоте 15 метров над уровнем моря и эксплуатирует одну взлётно-посадочную полосу :
- 5/23 размерами 1045 x 17 метров с гравийным покрытием.

За период с 5 октября 1990 по 5 октября 1991 года Аэропорт Айси-Бей обслужил 550 операций по взлётам и посадкам самолётов (в среднем 45 операций в месяц), из которых 55 % пришлось на авиацию общего назначения и 45 % — на рейсы аэротакси.